# Ochetellus
Ochetellus es un género de hormigas de la familia Formicidae. Se distribuyen por Oceanía, sur y este de Asia y las islas del océano Índico de África.

## Especies
Se reconocen las siguientes:
- Ochetellus democles (Walker, 1839)
- Ochetellus epinotalis (Viehmeyer, 1914)
- Ochetellus flavipes (Kirby, W.F., 1896)
- Ochetellus glaber (Mayr, 1862)
- Ochetellus punctatissimus (Emery, 1887)
- Ochetellus sororis (Mann, 1921)
- Ochetellus vinsoni (Donisthorpe, 1946)